# Alexander-technika
Az Alexander-technika egy olyan pszichofizikai módszer, amely a hibás, diszfunkcionális testtartási szokások és mozgásminták tudatosításával, a testhasználat korrigálásával új, optimális mozgásminta kialakulását eredményezi. A technika olyan fizikai és lelki feszültségek feloldására szolgál, amelyek a legtöbb emberben felgyülemlenek élete során.
A nem megfelelő testhasználat során kialakult mozgás-megszokások közismerten sok egészségi problémát okozhatnak: mint pl. túlzott izomfeszültséget, kimerültséget, eredménytelen izomkoordinációt, rossz testtartást és különféle mozgásszervi fájdalmakat. Maga a fájdalom is létrehozhat különböző kényszer-izomtartásokat, amelyek tovább rontják a helyzetet. Bár a legtöbb ember nincsen tudatában, de helytelen testtartása, mozgásmintái jelentős mértékben beavatkoznak mozgása természetes folyamatába. Általában azonban nem tudnak mit tenni az öntudatlan izomfeszültség ellen, amely egy idő múlva az életminőségükre is kihat. Az Alexander-technika egyszerű, gyakorlati módszer, amely segít visszaállítani a mozgás szabadságát, és csökkenteni a felesleges feszültségeket a testben.
A technika alapelveit névadója, Frederick Matthias Alexander ausztrál színész fejlesztette ki az 1890-es években. Alexander később azt állította, hogy a technika segítségével lett úrrá lámpalázzal jelentkező légzési- és beszédproblémáin, és így tudta megvalósítani régi álmát, hogy Shakespeare drámáiban játszhasson.[forrás?]

## Története
Alexander színész volt, aki azonban fellépései során olyan légzési- és beszédproblémáktól szenvedett, amelyek következtében végül elvesztette a hangját. Miután az őt kezelő orvosok semmilyen fiziológiai elváltozást nem találtak, Alexander tükrökben kezdte magát vizsgálni. Kiderült, hogy túlságosan megfeszíti a testét, amikor szavalásra vagy beszédre készül. Alexander azt is megfigyelte, hogy ezzel a problémával nincsen egyedül: számos – szintén beszédproblémával küzdő – ember feszíti meg a felsőtest izmait (különösen a nyakizmokat) a hangképzés előtt, a beszédre való mentális felkészülés során. Alexander leírta, hogy a merev izmok a gerinchez képest hátrafelé és lefelé mozdítják a fejet, mintha valakit nagy meglepetés érne (angolul startle effect nevet adta ennek a testhelyzetnek), ami viszont felborítja a test általános egyensúlyát.
Alexander ekkor megpróbálta közvetlen és közvetett módszerekkel elejét venni ennek a reakciónak. Miután számos stratégiát dolgozott ki arra, hogy testét felkészítse a beszédre és a korábbi izommerevségnek elejét vegye, úgy találta, hogy nemcsak a beszédproblémái szűntek meg, hanem hangja, intonációja is javult, és jobb szónok lett belőle.
Később Alexander ugyanezt az empirikus módszert – saját magunk megfigyelése, majd tudatos stratégiák kidolgozása a mozgásproblémák kezelésére – használta általános mozgásszervi problémák kezelésére: az ülés, állás, járás, kézhasználat, beszéd közben fellépő problémák enyhítésére. Munkája közben feljegyzéseket is vezetett, hogy kísérleteit és a kidolgozott technikákat mások is át tudják venni. Tapasztalatait négy könyvben foglalta össze. 1931-től Londonban élt, ahol másokat is megtanított technikája használatára. 1941 és 1943 között bátyjánál, Albert Redden Alexandernél lakott az Amerikai Egyesült Államokban.
Az 1970-es években M. Cohen-Nehemia az Alexander-technika továbbfejlesztéseként alakította ki a Mitzvah-technikát.

## A technika

### Alapok
Az Alexander-technika lényege, hogy a páciens megfigyelése alapján az instruktor szóbeli tanácsokat ad, illetve kézzel segíti a pácienst a fizikai, testtartási szokások megváltoztatásában. Az Alexander-technika tanárainak saját magukon is be kell tudni mutatni, amit a tanulónak magyaráznak. A tanár által bemutatott technikákat és javaslatokat a tanulóknak egyedül, a mindennapi életben kell gyakorolni, nem pedig kezelés jelleggel „eltűrni”. A javaslatok ugyanis csak segítik a mindennapi mozgások végrehajtását, nincsenek külön végrehajtandó gyakorlatok, amelyeket önmagukban kellene végrehajtani. Az egyetlen kivétel a pihenésre javasolt fekvő testtartás, amikor a tanuló hanyatt fekszik, térdeit 45 fokban felhúzza, míg a talpa érintkezik a talajjal.
Alexander szakkifejezéseket is alkotott módszere leírására. Az egyik ilyen kifejezés az end-gaining, amikor a tanuló csak a maga elé kitűzött célt tartja szem előtt, hogy megfeledkezzen az eszközről, amivel a célt el akarja érni. Alexander szóhasználatában a gátlás (inhibition) azt a pillanatot jelöli, amikor valaki tudatosan ráébred korábbi rossz szokásaira, helytelen testtartására és tudatosan megszakítja azt. Az irányítás (directing) jelenti azt a folyamatot, amely kiválasztja és folyamatosan megerősíti a tanuló számára megfelelő fej-nyak-hát állapotot, azt a testtartást, amely a régi, rossz szokások levetkőzése után alakul ki.
Egyes országokban, mint például Nagy-Britanniában az Alexander-technika a kiegészítő és alternatív gyógymódok közé tartozik, amelynek költségeit részben az egészségbiztosítási rendszer állja. Máshol azonban, így Magyarországon is a betegeknek maguknak kell fedezniük a kezelés költségeit. Esetenként akár 20-40 kezelésre is szükség lehet, mire sikerül a testtartást megváltoztatni és a fájdalmat csökkenteni. Számos beteg számára meglepő lehet, hogy nem lehet azonnali eredményeket elérni, nincsenek kötelező gyakorlatok, és oda kell figyelniük, ha eredményt akarnak elérni.

### Alkalmazási területek
Az Alexander technika alkalmazásával számos területen lehet javulást elérni:
- a helytelen testtartásból és repetitív mozgásokból eredő fájdalmak, gyengeség,
- a krónikus betegségekből, mozgásszervi rendellenességekből eredő fájdalmak,[6][7]
- orvosi beavatkozások, műtétek utáni rehabilitáció,
- állóképesség,
- alkalmas az asztma vagy tuberkulózis tüneteinek enyhítésére,
- a pánikbetegségben szenvedőknek segít a pánikrohamok kezelésében,
- valamint a technika művelői szerint segít leküzdeni a szerepléstől való félelmet, a lámpalázat, ezáltal magabiztosabbá és spontánabbá teheti a nyilvános fellépéseket is.

Egyes felvetések szerint az Alexander technika használható lenne azok kezelésére, akik rokkantságtól, dadogástól, poszttraumatikus stressz szindrómától szenvednek.
Az Alexander technika természetétől fogva nem alkalmas strukturális elváltozások (pl. csontritkulás vagy más csontvázrendszeri problémák) kezelésére, de segíthet a betegeknek abban, hogy jobban tudjanak alkalmazkodni állapotukhoz.

### Hatásmechanizmus
Bizonyos mozgásmintáink, reakcióink idővel automatikusak lesznek, és megszokott testérzetekké válnak. Itt kezdődik a diszfunkcionális testhasználat kialakulása: megbomlik a fej, a nyak, és a gerinc természetes kapcsolata, amely alapvetően befolyásolja a mozgáskoordinációt, egyensúlyt, az izmok megfelelő tonizálását, az ízületek szabad mozgását. A problémát az okozza, hogy általában nem vagyunk tudatában a hibás testhasználatnak, s ezért nem is korrigáljuk azt.
A testi-lelki kölcsönhatásnak legnyilvánvalóbb területét az ember tartó- és mozgásszerv-rendszere alkotja. Itt mutatkozik meg a stabilitás (nyugalom, erő) s a dinamika (mozgás, rugalmasság) legtisztább összefüggése. Az ember testtartása messzemenően lelki állapotának kifejezője. A hát adja az ember tartását, támaszát, és egyben meghatározza egyenes járását is. A hát állapota ugyanakkor kifejezi a belső tartást és a külvilághoz való viszonyt is. A mindennapok során sok példát láthatunk a depressziós, szorongó ember görnyedt, feszült testtartására, vagy akár a kamaszok jellegzetes hanyag tartására.
A személyiség, a testi- és lelkiállapot e kölcsönhatását a magyar nyelv is szépen kifejezi: „nyakas ember”, „gerinces ember”, „fennhordja az orrát”, „lógatja az orrát”, „derekasan dolgozik”, „kiáll az igazáért”. Sőt magára az emberi viselkedésre is olyan kifejezést használunk („magatartás”), melyben szintén benne van a tartás képzete.
Az Alexander-tanár segít felismerni és kioldani a felesleges feszültségeket, a kényszer-izomtartásokat, miközben arra törekszik, hogy a tanítvány idővel önállóan is képes legyen ezek tudatos használatára.

## Fordítás
- Ez a szócikk részben vagy egészben  az   Alexander technique című angol Wikipédia-szócikk fordításán alapul.  Az eredeti cikk szerkesztőit annak laptörténete sorolja fel. Ez a jelzés csupán a megfogalmazás eredetét és a szerzői jogokat jelzi, nem szolgál a cikkben szereplő információk forrásmegjelöléseként.